# Autobahn Qingdao–Xinhe
Die Autobahn Qingdao–Xinhe oder Qingxin-Autobahn (chinesisch 青新高速公路, Pinyin Qīngxīn gāosù gōnglù, englisch Qingxin Expressway), chin. Abk. G2011, ist eine regionale Autobahn in der Provinz Shandong im Osten Chinas. Die 122 km lange Autobahn zweigt bei der Metropole Qingdao (Tsingtau) von der Autobahn G20 ab und führt in nordwestlicher Richtung über Chengyang bis nach Xinhe bei Pingdu, wo sie in die G18 mündet.